# Coenenchym
Das Coenenchym bildet den Stamm der Weichkorallen (Alcyonacea). Bei den Gorgonien ist es das lebende Gewebe, welches das aus Gorgonin oder aus zusammengewachsenen Skleriten bestehende Achsenskelett bedeckt. Bei den Röhrenkorallen ist das Coenenchym das Gewebe, welches das Hartsubstrat überwächst, auf dem die Tiere leben.
Im Coenenchym eingebettet sind die Polypen der Korallen.